# علی زندی
علی زندی (زاده ۱۳۰۲ – درگذشته ۲۵ اردیبهشت ۱۳۹۸) بازیگر سینما اهل ایران بود.

## تهیه‌کننده
- پهلوان بابا (۱۳۵۰)

## بازیگر
- امام علی (۱۳۷۵–۱۳۷۰)
- پاداش یک مرد (۱۳۵۵)
- عبور از مرز زندگی (۱۳۵۴)
- پسرخوانده (۱۳۵۲)
- تنها و گل‌ها (۱۳۵۲)
- کیفر (فیلم ۱۳۵۲) (۱۳۵۲)
- حسن دینامیت (۱۳۵۱)
- ایواللّه (۱۳۵۰)
- پهلوان بابا (۱۳۵۰)
- پهلوان در قرن اتم (۱۳۵۰)
- ماجرای یک دزد (۱۳۵۰)
- نوبر اصفهان (۱۳۵۰)
- مرید حق (۱۳۴۹)
- میوه گناه (۱۳۴۹)
- آواره‌های تهران (۱۳۴۷)
- بسترهای جداگانه (۱۳۴۷)
- دشت سرخ (۱۳۴۷)
- مرد حنجره طلایی (۱۳۴۷)
- مرد روز (۱۳۴۷)
- یوسف و زلیخا (فیلم) (۱۳۴۷)
- سرنوشت (۱۳۴۶)
- سه جوانمرد (۱۳۴۶)
- طوفان نوح (۱۳۴۶)
- مرد دو چهره (۱۳۴۶)
- معجزه (۱۳۴۶)
- نسیم عیار (۱۳۴۶)
- گدایان تهران (۱۳۴۵)
- ببر رینگ (۱۳۴۳)
- ترس و تاریکی (۱۳۴۲)
- جدال در مهتاب (۱۳۴۲)
- ساحل انتظار (۱۳۴۲)
- وحشت (۱۳۴۲)
- زمین تلخ (۱۳۴۱)
- ماجرای جنگل (۱۳۳۹)
- پسر دریا (۱۳۳۸)
- دست تقدیر (۱۳۳۸)
- همه گناهکاریم (۱۳۳۷)
- شب‌نشینی در جهنم (۱۳۳۵)
- چهار راه حوادث (۱۳۳۴)
- خون و شرف (۱۳۳۴)
- راهزن (۱۳۳۴)